# Félix Billet
Félix Billet (Fismes, 15 settembre 1808 – Digione, 28 gennaio 1882) è stato un fisico francese.

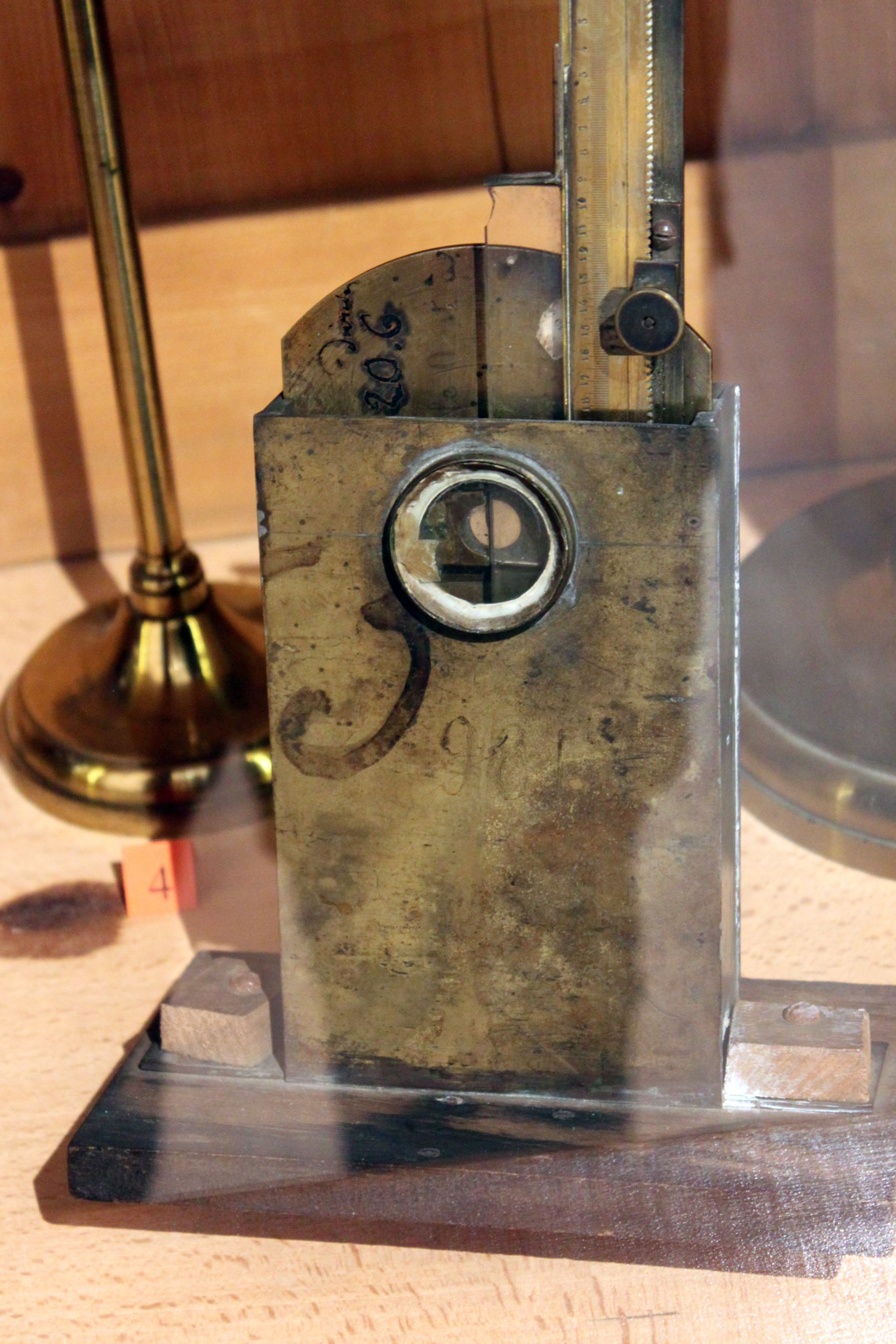
La lente di Billet

Dal 1843 insegnò all'università di Digione e dal 1847 ne fu decano. Costruì la lente di Billet, dispositivo per realizzare l'interferenza delle onde luminose.